# Monhystera ampullocauda
Monhystera ampullocauda är en rundmaskart som beskrevs av Paramonov 1926. Monhystera ampullocauda ingår i släktet Monhystera och familjen Monhysteridae. Inga underarter finns listade i Catalogue of Life.